# Bart Carlier
Anthonius Hubertus Carlier detto Bart (Venlo, 23 giugno 1929 – Strasburgo, 4 maggio 2017) è stato un calciatore olandese, di ruolo attaccante.

## Carriera

### Club
Durante la sua carriera, cominciata agli inizi degli anni '50, Carlier ha giocato prima in Germania, tra le file di Colonia e Pirmasens, per poi alternarsi tra Francia e Paesi Bassi; nell'ordine ha indossato la maglia di Strasburgo, Fortuna '54, Monaco e, nuovamente, Fortuna '54.
Durante la militanza nel Monaco ha vinto per due volte il campionato francese, altre due volte la Coppa di Francia e una volta la Supercoppa di Francia. Con il Fortuna '54, inoltre, ha vinto una KNVB beker.
Si è ritirato nel 1965.

### Nazionale
Carlier ha giocato in totale 5 partite con la Nazionale olandese, segnando 2 goal, tra il 1955 e il 1957. L'esordio in Nazionale è avvenuto il 6 novembre 1955 ad Amsterdam nell'amichevole contro la Norvegia.
Le due marcature sono state segnate in altrettante gare disputate contro il Belgio.

## Statistiche

### Cronologia presenze e reti in Nazionale
| Cronologia completa delle presenze e delle reti in nazionale ― Paesi Bassi | Cronologia completa delle presenze e delle reti in nazionale ― Paesi Bassi | Cronologia completa delle presenze e delle reti in nazionale ― Paesi Bassi | Cronologia completa delle presenze e delle reti in nazionale ― Paesi Bassi | Cronologia completa delle presenze e delle reti in nazionale ― Paesi Bassi | Cronologia completa delle presenze e delle reti in nazionale ― Paesi Bassi | Cronologia completa delle presenze e delle reti in nazionale ― Paesi Bassi | Cronologia completa delle presenze e delle reti in nazionale ― Paesi Bassi |
| Data                                                                       | Città                                                                      | In casa                                                                    | Risultato                                                                  | Ospiti                                                                     | Competizione                                                               | Reti                                                                       | Note                                                                       |
| -------------------------------------------------------------------------- | -------------------------------------------------------------------------- | -------------------------------------------------------------------------- | -------------------------------------------------------------------------- | -------------------------------------------------------------------------- | -------------------------------------------------------------------------- | -------------------------------------------------------------------------- | -------------------------------------------------------------------------- |
| 6-11-1955                                                                  | Amsterdam                                                                  | Paesi Bassi                                                                | 3 – 0                                                                      | Norvegia                                                                   | Amichevole                                                                 | -                                                                          |                                                                            |
| 28-4-1957                                                                  | Amsterdam                                                                  | Paesi Bassi                                                                | 1 – 1                                                                      | Belgio                                                                     | Amichevole                                                                 | 1                                                                          |                                                                            |
| 26-5-1957                                                                  | Vienna                                                                     | Austria                                                                    | 3 – 2                                                                      | Paesi Bassi                                                                | Qual. Mondiali 1958                                                        | -                                                                          |                                                                            |
| 25-9-1957                                                                  | Amsterdam                                                                  | Paesi Bassi                                                                | 1 – 1                                                                      | Austria                                                                    | Qual. Mondiali 1958                                                        | -                                                                          |                                                                            |
| 17-11-1957                                                                 | Rotterdam                                                                  | Paesi Bassi                                                                | 5 – 2                                                                      | Belgio                                                                     | Amichevole                                                                 | 1                                                                          |                                                                            |
| Totale                                                                     |                                                                            | Presenze                                                                   | 5                                                                          |                                                                            | Reti                                                                       | 2                                                                          |                                                                            |

## Palmarès
- Campionato francese: 2

AS Monaco: 1960-1961, 1962-1963
- KNVB beker: 1

Fortuna '54: 1956-1957
- Coppa di Francia: 2

AS Monaco: 1959-1960, 1962-1963
- Supercoppa francese: 1

AS Monaco: 1961